# مغمالشا
مغمالشا كانت قلعة تقع في بلاد ما بين النهرين. وقد تعرضت للهجوم والاستيلاء عليها [الإنجليزية] من الإمبراطور الروماني جوليان (أميانوس مارسيلينوس). ويبدو أنها كانت محصنة بقوة ومدافعة عنها بشكل جيد. من الواضح أن المؤرخ زوسيموس [الإنجليزية] يشير إلى نفس المكان، على الرغم من أنه لم يذكره بالاسم، وذكر أنه كان على بعد حوالي 90 استاديا من قطسيفون (زوسيموس 3: 21). يُقال إن قلعة مغمالشا تحتوي على ستة عشر برجًا أو معقلًا كبيرًا، وكانت الجدران الصلبة مصنوعة من الطوب والإسفلت. كان هناك على طول الجدران خندق عميق يمنع الجيوش من الصعود إلى التحصينات. بُني على مسافة إحدى عشر ميلًا، في ضواحي بعيدة عن عاصمة بلاد فارس. وبعد الاستيلاء على القلعة أمر الإمبراطور جوليان بحرق الحاكم حيًّا، على أساس أنه نطق بكلمات غير محترمة ضد هورميسداس.[بحاجة لمصدر]